# Острогозький повіт
Острогозький повіт — адміністративно-територіальна одиниця в складі Воронезької губернії, що існувала в 1727–1928 роках. Повітове місто — Острогозьк.

## Географічне положення
Повіт розташовувався в центральній частині Воронезької губернії, межував на півдні з Харківської губернією. Площа повіту в 1897 році становила 7 100,4 верст² (8 080 км ²), 1926 року — 8 412 км ².

## Історія
Острогозький повіт, як місцевість навколо міста Острогозьк, відомий з 1658 року, коли був заснований Бєлгородський розряд. Після установи губерній повіт приписаний до Азовської губернії, з 1719 року — в складі Воронезької провінції цієї губернії. 1722 року Острогозьк з повітом переданий в Бєлгородську провінцію Київської губернії (з 1727 року — Бєлгородської губернії). 1779 року Острогозький повіт  був офіційно оформлений у складі Воронізького намісництва (з 1796 року — Воронезької губернії). 
1797 року Острогозький повіт був переданий до складу відновленої Слобідсько-Української губернії. 1802 року Острогозький повіт був повернений до Воронезької губернії, до його складу увійшла територія скасованого Калитвянського повіту. 1923 року до складу повіту ввійшла частина території скасованих Коротояцького та Олексіївського повітів, одночасно з південній частині повіту був виділений Россошанський повіт. 
1928 року Воронізька губернія і всі повіти були скасовані. Територія Острогозького повіту ввійшла до складу Острогозької округи Центрально-Чорноземної області.

## Населення
За даними перепису 1897 року в повіті проживало 273 837 чол. У тому числі українці — 90,3 %, росіяни — 8,4 %. В Острогозьку проживало 20 983 чол.
За підсумками всесоюзного перепису населення 1926 року населення повіту склало 426 235 чоловік, з них міське — 30 006 чоловік.

## Адміністративний поділ
1913 року в повіті було 26 волостей:
| - Айдарська, - Білогірська, - Всесвятська, - Гниловська, - Євстратовська, - Кам'янська, - Караяшніковська, - Карпенковська, - Колибельська, | - Лізіновська, - Лисянська, - Лушніковська, - Марковська, - Мар'євська, - Ново-Калитв'янська, - Ново-Сотенська, - Ольховатська, - Подгоренська, | - Ровеньковська, - Розсошанська, - Рібенсдорфська, - Сагуновська, - Семейська, - Старо-Калитв'янська, - Тростянська, - Шапошніковська. |

Також деякий час у складі повіту була присутня Репєвська волость.

## Відомі уродженці
- Микола Костомаров (1817–1885) — видатний український історик, відомий як співзасновник «Кирило-Мефодіївського братства».
- Аркадій Животко (1890–1948) — український громадський та політичний діяч, педагог, журналіст та публіцист, дослідник історії української преси.
- Федір Степанович Цицурін (1814 - 1895) — український інтерніст, педагог та організатор охорони здоров'я, перший професор-терапевт медичного факультету Київського Університету, який зробив значний внесок зробив значний внесок у становлення київської школи терапевтів.